# Жул Перо
Жул-Жозеф Перо (фр. Jules-Joseph Perrot, 18 август 1810 – 29 август 1892) е френски балетист и хореограф, балетмайстор на Мариинския театър в Санкт Петербург. Автор на едни от най-известните балетни постановки от 19 век, след които „Па де катр“, „Есмералда“, „Ондин“ и „Жизел“ (съвместно с Жан Корали).

## Ранни години
Известно време Перо си партнира с Мария Тальони, но тяхното сътрудничество е краткотрайно. Перо напуска Парижката опера през 1835 г. и гастролира из европейските театри в Лондон, Милано, Виена и Неапол, където среща талантливата Карлота Гризи. През 1836 г. двамата танцуват в Лондонския Кралски театър (King's Theatre). 
След успеха му с „Жизел“, през 1842 г. Перо създава хореографията на Alma ou La Fille du Feu в Лондон, с който жъне критичен успех. През седващите шест години, редовно работи в Театъра на Нейно Величесто (Her Majesty's Theatre) в Лондон, където поставя „Ондин“ (1843 г.), „Есмералда“ (1844), „Съдът на Парис“ (1846 г.) и „Па де катр“ (12 юли 1845 г.) В последната творба той успява да убеди четирите най-големи романтични балерини на времето – Люсил Гран, Карлота Гризи, Фани Черито и Мария Тальони – да се появят заедно на сцената на Театъра на Нейно Величество.
Почти всички балети, създадено от Перо, са по музика на Цезар Пуни.
Перо се сгодява за балерина от Мариинския театър. По-късно става балетмайстор в Мариинския, където остава до 1858 г. В Петербург се жени за Капитолина Самовская, ученичка в школата на Имперския балет, с която има две деца. След пенсионирането си се завръща в Париж.
Умира на почивка в Параме на 29 август 1892 г.
- Полка, Карлота Гризи и Жул Перо, Бостън, ок. 1840 г.
- „Клас по балет“ Едгар Дега, 1874. Класът на Жул Перо в „Пале Гарние“